# 蘭喬卡拉韋拉斯 (加利福尼亞州)
蘭喬卡拉韋拉斯（英語：Rancho Calaveras）是位於美國加利福尼亞州卡拉韋拉斯縣的一個人口普查指定地區。

## 地理
蘭喬卡拉韋拉斯的座標為38°07′39″N 120°51′30″W / 38.12750°N 120.85833°W，而該地最高點為海拔高度161米（即528英尺）。

## 人口
根據2010年美國人口普查的數據，蘭喬卡拉韋拉斯的面積為21.770平方千米，當中陸地面積為21.693平方千米，而水域面積為0.077平方千米。當地共有人口5324人，而人口密度為每平方千米244人。